# Пятигорски, Жаклин
Жаклин Пятигорски (фр. Jacqueline Piatigorsky, урождённая Жаклин Ребекка Луиза де Ротшильд, фр. Jacqueline Rebecca Louise de Rothschild; 6 ноября 1911, Париж — 15 июля 2012) — американская шахматистка и меценатка. Вторая дочь банкира Эдуарда Ротшильда и Жермены де Ротшильд.

## Биография
После первого неудачного замужества (1930—1935, за издателем Робером Кальманом-Леви, 1899—1982) Жаклин Ротшильд стала в 1937 году женой виолончелиста Григория Пятигорского и в том же году родила ему дочь. Двумя годами позже семьи Ротшильдов и Пятигорских вынуждены были бежать из Франции в связи с началом Второй мировой войны, и Жаклин, в отличие от своих родителей, брата и сестры, решила не возвращаться в Европу. Семья Пятигорских жила сперва в Филадельфии, а с 1949 года — в Лос-Анджелесе.
В Калифорнии Жаклин Пятигорски, принявшая к этому времени американское гражданство, активно занялась спортом. Несколько раз она была чемпионкой США по теннису, однако наибольших успехов добилась в шахматах. На рубеже 1950-х — 60-х годов Пятигорски входила в число ведущих шахматисток США, её высшим достижением было участие в составе команды США в Первой Шахматной олимпиаде среди женщин (1957, Эммен), где она набрала на второй доске 7,5 очков в 11 партиях и была удостоена бронзовой медали в личном зачёте (золотую получила Кира Зворыкина из СССР). Затем Пятигорски на средства учреждённого ею фонда организовала проведение в США шахматного турнира под названием «Кубок Пятигорского», беспрецедентного по составу для шахматных соревнований Северной Америки: первый розыгрыш (1963, Лос-Анджелес) выиграли Пауль Керес и Тигран Петросян, во втором (1966, Санта-Моника) Борис Спасский на пол-очка опередил Роберта Фишера.
В 1985 году Пятигорски совместно с Консерваторией Новой Англии учредила премию-стипендию для исполнителей академической музыки. В 1988 году вышла её книга воспоминаний «Прыгай в волны» (англ. Jump in the Waves).
С 1970-х годов Пятигорски также занималась скульптурой, у неё прошли несколько персональных выставок в Калифорнии.
Умерла 15 июля 2012 года.

## Семья
- Муж —   Грегор Пятигорский, американский виолончелист российского происхождения.
- Дочь — Ефта Дрэчман (англ. Jephta Drachman, род. 1937), скульптор и меценат; её муж — кларнетист и невропатолог, профессор Даниэл Дрэчман (англ. Daniel Drachman)[3].
- Сын — Джорам (Йорам) Пятигорски (англ. Joram Piatigorsky, род. 1940), молекулярный биолог и генетик[4][5][6].